# Xing Lin
Xing Lin (en chino: 邢琳; Shenyang, 25 de mayo de 1979) es una deportista china que compitió en triatlón. Ganó una medalla de bronce en el Campeonato Asiático de Triatlón de 2001.

## Palmarés internacional
| Campeonato Asiático | Campeonato Asiático     | Campeonato Asiático | Campeonato Asiático |
| Año                 | Lugar                   | Medalla             | Prueba              |
| ------------------- | ----------------------- | ------------------- | ------------------- |
| 2001                | Kota Kinabalu (Malasia) | Medalla de bronce   | Individual          |